# Linux pour PlayStation 2
Linux pour PlayStation 2 est le nom d'un kit produit par Sony Computer Entertainment en 2002 pour permettre aux joueurs de la PlayStation 2 d'utiliser cette console de jeu comme un PC. Il contient un système d'exploitation qui est basé sur Linux, un ensemble clavier-souris USB, un adaptateur VGA, un adaptateur réseau PlayStation 2 (ethernet seulement) et un disque dur de 40 Go.

## Abandon du projet
En juin 2010 Sony annonce sur leur site web que le projet est retiré.